# Lagynogaster destillatoria
Lagynogaster destillatoria là một loài ruồi trong họ Asilidae. Lagynogaster destillatoria được Hermann miêu tả năm 1917. Loài này phân bố ở miền Australasia.